# Parque Nacional de Isle Royale

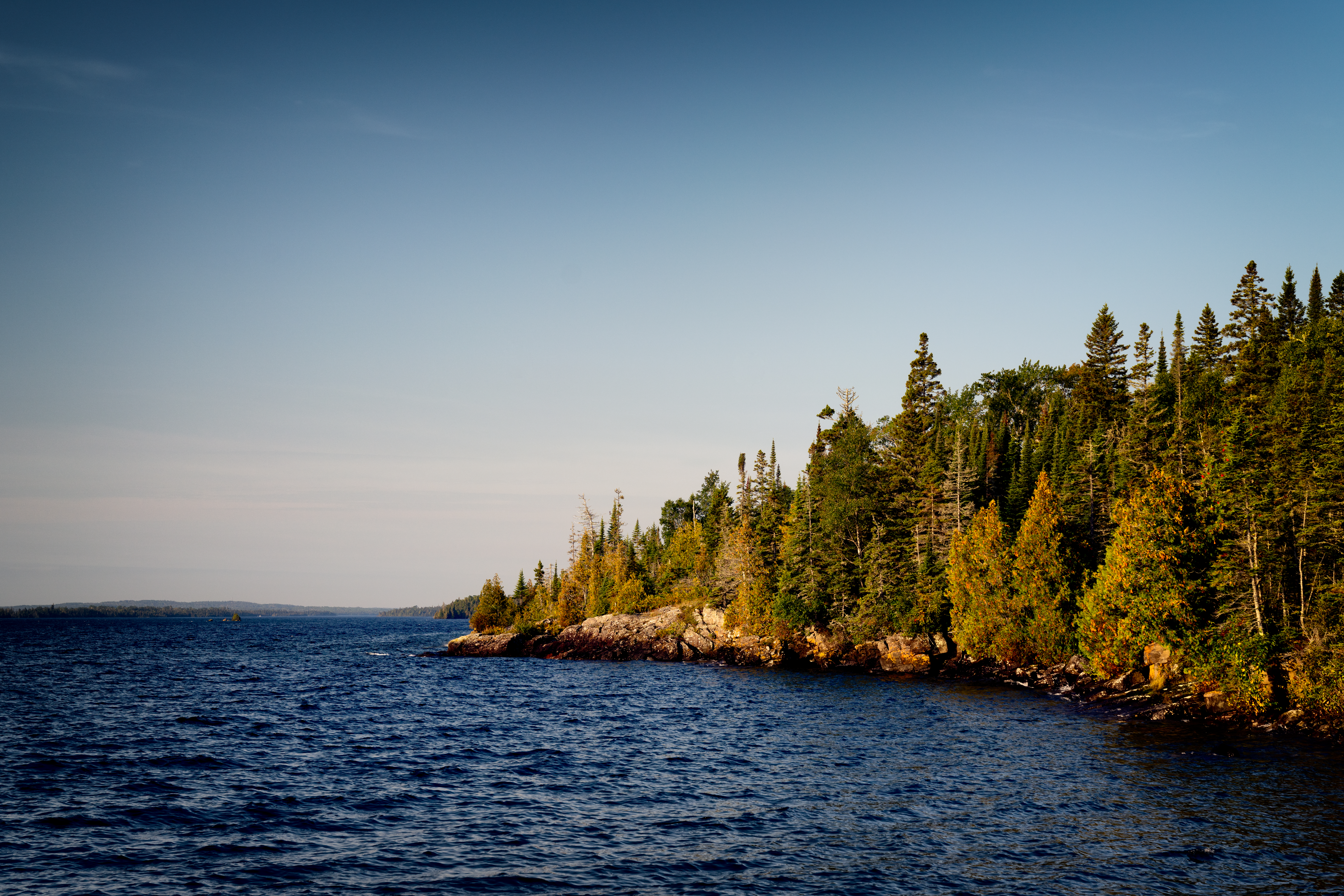
Costa do Lago Superior no Parque Nacional de Isle Royale

Isle Royale National Park é um parque nacional localizado na Isle Royale, uma ilha desabitada no Lago Michigan, no estado de Michigan, nos Estados Unidos.